# Północnokaukaski Okręg Wojskowy (Federacja Rosyjska)

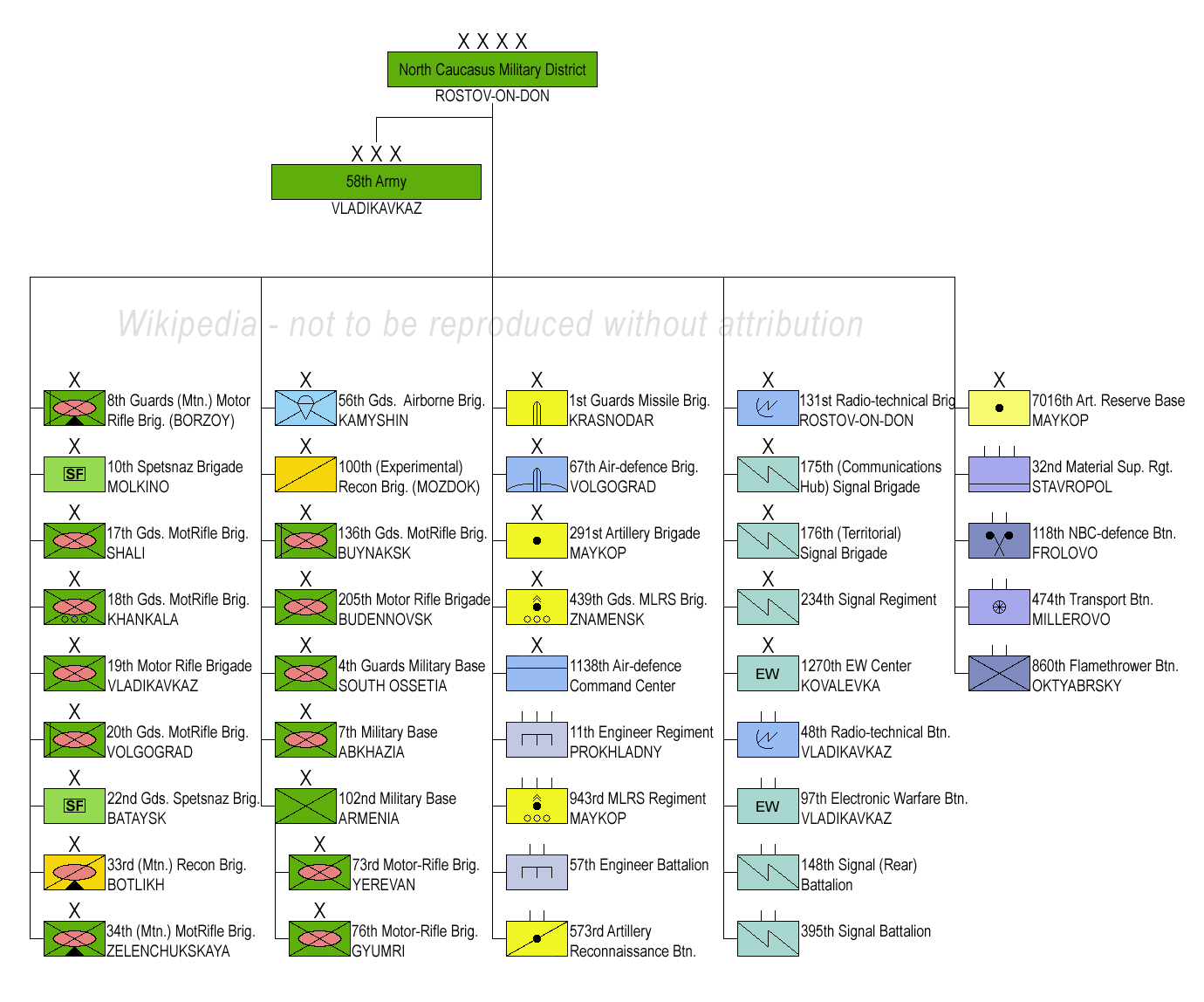
Struktura Okręgu w 2010

Północnokaukaski Okręg Wojskowy (ros. Северо-Кавказский военный округ) – dawna jednostka administracyjno-wojskowa Sił Zbrojnych Federacji Rosyjskiej, obejmująca całość obiektów militarnych – w tym jednostki wojskowe, zakłady przemysłu zbrojeniowego, jednostki paramilitarne – stacjonujących w południowej części FR w okresie 1991–2010.
Miał swoją genezę w Północnokaukaskim Okręgu Wojskowym Imperium Rosyjskiego (od 4 maja 1918), a następnie Rosji Radzieckiej i ZSRR. Siedziba dowództwa mieściła się w Rostowie nad Donem.
W końcowym okresie swojego istnienia liczył około 100 tys. żołnierzy. Na uzbrojeniu posiadał około 600-620 czołgów, 1940-2100 innych wozów bojowych, 36 wyrzutni rakiet taktycznych „Toczka”, 755-875 zestawów artyleryjskich. 1 września 2010 wszedł w skład Południowego Okręgu Wojskowego.

## Struktura organizacyjna
W 2009

| Nazwa jednostki                                            | Garnizon            |
| ---------------------------------------------------------- | ------------------- |
| 17 Gwardyjska Brygada Zmotoryzowana                        | Borzoja             |
| 18 Gwardyjska Jewpatoryjska Brygada Zmotoryzowana          | Hankała             |
| 19 Woronesko-Szumlińska Brygada Zmotoryzowana              | Sputnik/Władykawkaz |
| 20 Gwardyjska Przykarpacko Berlińska Brygada Zmotoryzowana | Wołgograd           |
| 33 Rozpoznawcza BPG                                        | Botlich             |
| 34 BPG                                                     | Zelenczuckaja       |
| 136 Gwardyjska Umańsko-Berlińska Brygada Zmotoryzowana     | Bujnaksk            |
| 205 Kozacka Brygada Zmotoryzowana                          | Budienowsk          |
| 56 Gwardyjska BDSz                                         | Kamyszyn            |
| 102 Baza Wojskowa                                          | Armenia             |
| 73 Brygada Zmotoryzowana                                   | Erywań              |
| 76 Brygada Zmotoryzowana                                   | Griumi              |
| 4 Gwardyjska Wapniarsko-Berlińska BW                       | Dżawa - Chynwali    |
| 7 Krasnodarska Baza Wojskowa                               | Gudauta             |
| 22 Gwardyjska Brygada Specjalnego Przeznaczenia            | Batajsk             |
| 10 Brygada Specjalnego Przeznaczenia                       | Mołkino             |
| 1 Gwardyjska Orszańska BROT                                | Krasnodar           |
| 439 Gwardyjska Pierekopska Brygada Artylerii Rakietowej    | Znamieńsk           |
| 291 Brygada Artylerii                                      | Majkop              |
| 175 Łuniniecko-Pińska Brygada Łączności                    |                     |
| 176 Brygada Łączności                                      |                     |
| 943 pułk artylerii rakietowej                              | Majkop              |
| 7016 BSiU                                                  | Majkop              |